# Bitwa pod Ulesiem (1920)
Bitwa pod Ulesiem – część wielkiej bitwy nad Berezyną. Walki polskiej II Brygady Litewsko-Białoruskiej i dwóch batalionów 24 pułku piechoty  z sowiecką 5 Dywizją Strzelców w czasie majowej ofensywy wojsk Michaiła Tuchaczewskiego w okresie wojny polsko-bolszewickiej.

## Położenie wojsk przed bitwą
W maju 1920, po zajęciu Kijowa i zdobyciu przyczółków mostowych po wschodniej stronie Dniepru, wojska polskie przeszły do obrony. Wódz Naczelny Józef Piłsudski zdawał sobie sprawę z tego, że nie udało mu się rozbić większych sił nieprzyjaciela, a jedynie zmusił je do wycofania się dalej na wschód. Stąd też planował nowe uderzenie, tym razem na północnym odcinku frontu wschodniego. W tym czasie dowódca Frontu Zachodniego Michaił Tuchaczewski grupował wojska na wschodnim brzegu Berezyny i także przygotowywał je do ofensywy.

### Skład wojsk nad Berezyną
Wojsko Polskie
- 1 Armia gen. Stefana Majewskiego obsadzała odcinek Dryssa–Połock–Uszacz–Lepel. W pierwszym rzucie posiadała 8 Dywizję Piechoty i 1 Dywizję Litewsko-Białoruską, a w odwodzie 3 Dywizję Piechoty Legionów i 1 Brygadę Jazdy.
- 4 Armia gen. Szeptyckiego w składzie 2 Dywizja Piechoty Legionów, 6., 14. i 9. dywizje piechoty broniła linii Berezyny od Lepla po ujście do Dniepru.

17 maja dowodzenie nad obu armiami przejął gen. Stanisław Szeptycki.
Armia Czerwona
Na wschodnim brzegu Berezyny utworzono zgrupowanie uderzeniowe:
- 15 Armia Augusta Korka w składzie 4., 6., 5., 53., 56. dywizje strzeleckie i 15 Dywizja Kawalerii[b]
- Grupę Północną Jewgienija Siergiejewa w składzie 48 Dywizja Strzelców i 164 Brygada Strzelców
- 16 Armia Nikołaja Sołłohuba w składzie 2., 8., 10., 17. i 21. dywizje strzeleckie[c].

Całością sił uderzeniowych dowodził dowódca Frontu Zachodniego Michaił Tuchaczewski.

## Przebieg działań
14 maja wojska Frontu Zachodniego Michaiła Tuchaczewskiego przeszły do ofensywy. 
16 maja 1 Dywizja Litewsko-Białoruska gen. Jana Rządkowskiego wycofała się nad Berezynę.
Wobec rosnącej przewagi nacierającej sowieckiej 5 Dywizji Strzelców, jednostki polskie opuściły Lipsk
Dowódca 1 Dywizji Litewsko-Białoruskiej gen. Jan Rządkowski postanowił odbudować jednak  linię frontu na Berezynie i odebrać Sowietom Lipsk. 
Zadanie to otrzymała II Brygada Litewsko-Białoruska wzmocniona dwoma batalionami 24 pułku piechoty ze składu 3 Dywizji Piechoty Legionów. 
Brygada skoncentrowała się w rejonie Ulesia, oczekując na przybycie dwóch zapowiedzianych batalionów.Tak utworzone zgrupowanie miało uderzyć w kierunku na Lipsk – Mościszcze z zamiarem wyrzucenia Sowietów za Berezynę.
Późnym popołudniem 19 maja przeciwnik uprzedził oddziały polskie i rozpoczął przeciwnatarcie wzdłuż traktu na Ulesie. Sowiecki pułk kawalerii rozbił 4 kompanię grodzieńskiego pułku strzelców i wyszedł na tyły II BLB.
Atakując dalej, zaskoczył bataliony 24 pp odpoczywające po forsownym marszu w folwarku Karolin. 
Zaskoczenie było tak duże, że tylko małe grupki żołnierzy próbowały bezskutecznie stawić opór. II Brygada Litewsko-Białoruska i bataliony 24 pp zostały zmuszona do szybkiego odwrotu na południowy zachód w kierunku Bereśniówki.

## Bilans walk
Bitwa pod Ulesiem zakończyła się porażką II Brygady Litewsko-Białoruskiej i odwrotem polskich oddziałów.
Brygada poniosła ciężkie straty i na kilka dni utraciła zdolność bojową. Odwrót II Brygady wymusił wycofanie się innych oddziałów polskiej 1 Armii znad Berezyny w kierunku Mołodeczna. Straty batalionów 24 pułku piechoty sięgały 50% stanu osobowego.